# 金台石
金台石（转写：Gintaisi；约16世纪—1619年），又译“锦台什”、“金台什”、“金台吉”、“金塔锡”、“锦泰希”等。叶赫那拉氏，杨吉砮子，納林布祿之弟，末代叶赫东城貝勒。

## 生平
金台石於其兄納林布祿死後即貝勒位。由於努尔哈赤的妻子、皇太极的生母孟古哲哲是他的妹妹，因此金台石与是郎舅关系，当时视为努尔哈赤的兄长。但在1588年，鉴于努尔哈赤的建州女真势力逐渐强大，葉赫东城貝勒納林布祿向建州索要土地未果，1593年，葉赫遂联合九部联军征讨建州女真。然而，九部联军由于缺乏统一指挥、调动，被努尔哈赤以少胜多而击败，葉赫西城貝勒布寨此役阵亡。努尔哈赤亲自将布寨的尸体砍成一半后送回叶赫，雙方由此結下不解之仇。
布寨之子布扬古即位之初曾尝试以许配布扬古之妹，有着海西女真第一美女之称的东哥予努尔哈赤的方式与建州修好，后因东哥不同意而毁约。1597年，金台石将女儿许嫁于努尔哈赤次子代善，和乌拉、辉发、哈达与努尔哈赤歃血盟誓。不久背盟，其女改许蒙古内喀尔喀宰赛。1609年（一说1598年）嗣为东城贝勒。1604年，努尔哈赤攻下其二城七寨。1613年，拒绝努尔哈赤交出逃亡来的乌拉国主布占泰，努尔哈赤派军四万攻下乌苏等十九城寨。之后金台石曾尝试与明朝联合，但明朝在萨尔浒之战失败后已被迫转为守势。1619年，努尔哈赤偕萨尔浒击败明军之余威挥师叶赫。叶赫军出师不利，只好退守城内。金台石与布扬古分守东、西二城。在亲外甥皇太极劝降失败的情况下，努尔哈赤在命攻打东城的建州军使用挖掘洞穴的方式使叶赫城墙最终塌陷，建州军因此攻入东城。金台石拒绝投降，并放火，建州诸将皆以为金台石自焚而死。火灭，金台石趁机逃跑，被建州军队发现并俘获，随后被缢杀。布扬古见东城已陷，只好开城投降。至此，叶赫部灭亡。其子尼雅哈（倪迓韩）率叶赫部歸降努尔哈赤，編入正黃旗。尼雅哈的儿子就是康熙年间大学士纳兰明珠。
明神宗聞葉赫城破，命给事中姚宗文親至塞外尋找叶赫子孙。查得金台石之子德尔格勒有二女嫁至蒙古，各赐白金二千。明朝大臣還奏请为金台石、布扬古立庙，又以哈达餘脈王世忠为金台石妻侄，授游击之职。

## 家族
- 始祖：星恳达尔汉（亦胜根打喇汉、打叶）
- 曾祖：祝孔革（亦褚孔格、杵孔格），祝孔革之曾祖父即星恳达尔汉
- 祖父：太杵（或称台坦柱）
- 父：杨吉砮（亦养汲努）
- 伯父：清佳砮
- 兄弟：纳林布禄、赛碧图、阿山等
- 從兄：布寨
- 妻子：某氏，当是随着其子德尔格勒归顺后金。当时视为努尔哈赤的嫂子。天命十年（1625年），努尔哈赤曾以长辈之礼宴请德尔格勒之母等六人[2]。天聪六年（1632年）正月，皇太极宴请尼堪阿哥之母、察木布之母、南楮之祖母等六位长者[3]。
- 子一：德尔格勒（德尔格勒子南楮、索尔和、赵色，孙穆占等支系，女蘇泰太后）
- 子二：尼雅哈（亦倪迓韩，尼雅哈子振库、纳兰明珠，孙纳兰性德、揆叙、揆方等支系）

## 腳註
1. ↑  佚名; 中华书局编. . 中华书局. 1986: 274.
2. 1 2 3  《满文老档·第六十四册》天命十年正月至三月[……]又乌拉外姑及叶赫国诸媪，与我为敌，烦苦於我，何益有之？然我以孝悌之礼迎来宴请之。请拜珠虎伯父、郭兴阿伯父及乌拉外姑、叶赫布尔杭古额驸之母、德尔格勒阿哥之母、察木布之母（原注：乌拉外姑，乃乌拉国满泰汗之妻，汗之岳母；察木布之母，乃常柱贝勒之妻，汗之姐；布尔杭古之母，德尔格勒之母，乃叶赫布寨贝勒、锦泰希贝勒之妻，汗之嫂）入中房。二伯父坐于上炕，汗以年礼叩拜二伯父，叩拜四媪。[……]
3. ↑  《满文老档·第八函·第四十五册》天聪六年正月[……]初五日，汗召尼堪阿哥之母，乌拉部妈妈及辉发部姨母、察木布之母，南楚之祖母，胡尔听里之母及姨娘等入汗家，杀牛一、羊二，列筵十五度，宴之。宴毕，赐此六位长者[……]